# Atahualpa
Atahualpa, Atahuallpa, Atabalipa, hay Atawallpa (20/3/1497 – 29/8/1533), là vị Sapa Inca hay hoàng đế cuối cùng của Tahuantinsuyu (Đế chế Inca) trước khi người Tây Ban Nha xâm chiếm Đế chế Inca. 

## Tiểu sử
Ông là con trai của Huayna Cápac, vua Inca thứ 11. Trước khi chết, Huayna Cápac quyết định chia vương quốc ra làm hai cho hai người con trai. Atahualpa được hưởng vùng đất phía bắc và ngự tại Cajamarca, trong khi Huáscar nhận vùng đất phía nam với Cuzco là nơi cai trị. Năm 1527 Huayna Cápac chết vì bệnh dịch. Việc chia hai vương quốc đã dẫn đến nhiều cuộc xung đột dữ dội giữa hai anh em. Mặc dù Huáscar được người Inca kính trọng nhưng người của ông đã bị đạo quân phía bắc có nhiều kinh nghiệm chinh chiến đánh bại vào năm 1532. Huáscar bị bắt và xử tử. Atahualpa trở thành người thống trị của toàn bộ lãnh thổ Vương quốc Inca.
Tháng 4 năm 1532, Francisco Pizarro chỉ huy quân Tây Ban Nha đổ bộ vào bờ biển Peru. Ngay từ vài năm trước đó người Inca đã mắc phải những bệnh mà trước nay họ chưa từng có (đậu mùa và sởi), lan truyền qua Trung Mỹ đến phía nam với hậu quả chết người. Khi Pizarro đến, vương quốc Inca không không còn là một vương quốc hùng cường nữa mà là một quốc gia đang chìm đắm trong cuộc chiến thừa kế giữa hai anh em Atahualpa và Húascar. Cuộc nội chiến này đã lay chuyển nền móng của vương quốc và sự bất bình của các dân tộc bị thống trị càng làm cho quốc gia này nhanh chóng sụp đổ. Atahualpa đã đánh giá quá thấp nguy hiểm xuất phát từ người Tây Ban Nha. Vào ngày 15 tháng 11 năm 1532 họ được Atahualpa chào đón một cách thân thiện. Pizarro và 168 người đồng hành đã lợi dụng tình huống này để bắt giữ Atahualpa và gây ra một cuộc tàn sát đẫm máu trong số 20.000 người lính Inca trong trận Cajamarca.